# Heinrich Karl von Haymerle
Heinrich Karl von Haymerle (Heinrich Karl Freiherr von Haymerle; Vienna, 7 dicembre 1828 – Vienna, 10 ottobre 1881) è stato un politico austriaco e ministro degli Esteri dell'Impero austro-ungarico dal 1879 al 1881.

In questo periodo stipulò un trattato con il quale la Serbia divenne stato vassallo dell'Austria. Riluttante a un'amicizia con la Russia, fu costretto dalle circostanze a concludere l'Alleanza dei tre imperatori. Aprì invece volentieri le trattative per un accordo con l'Italia che, con il suo successore Kálnoky, si concretizzarono nella Triplice alleanza (1882).

## Le origini e la gioventù
Heinrich Haymerle apparteneva a un'antica famiglia tedesca che aveva vissuto per generazioni in Boemia. Durante i moti del 1848 fu arrestato come repubblicano, anche se fu rilasciato quasi subito. Entrato in diplomazia vi fece una rapida carriera acquisendo una notevole conoscenza delle questioni mediorientali. Conoscitore di svariate lingue, nessuna delle quali slava, era un appassionato di archeologia e si guadagnò notevole stima per i suoi resoconti dai Paesi in cui veniva inviato.

## In diplomazia (1850-1879)

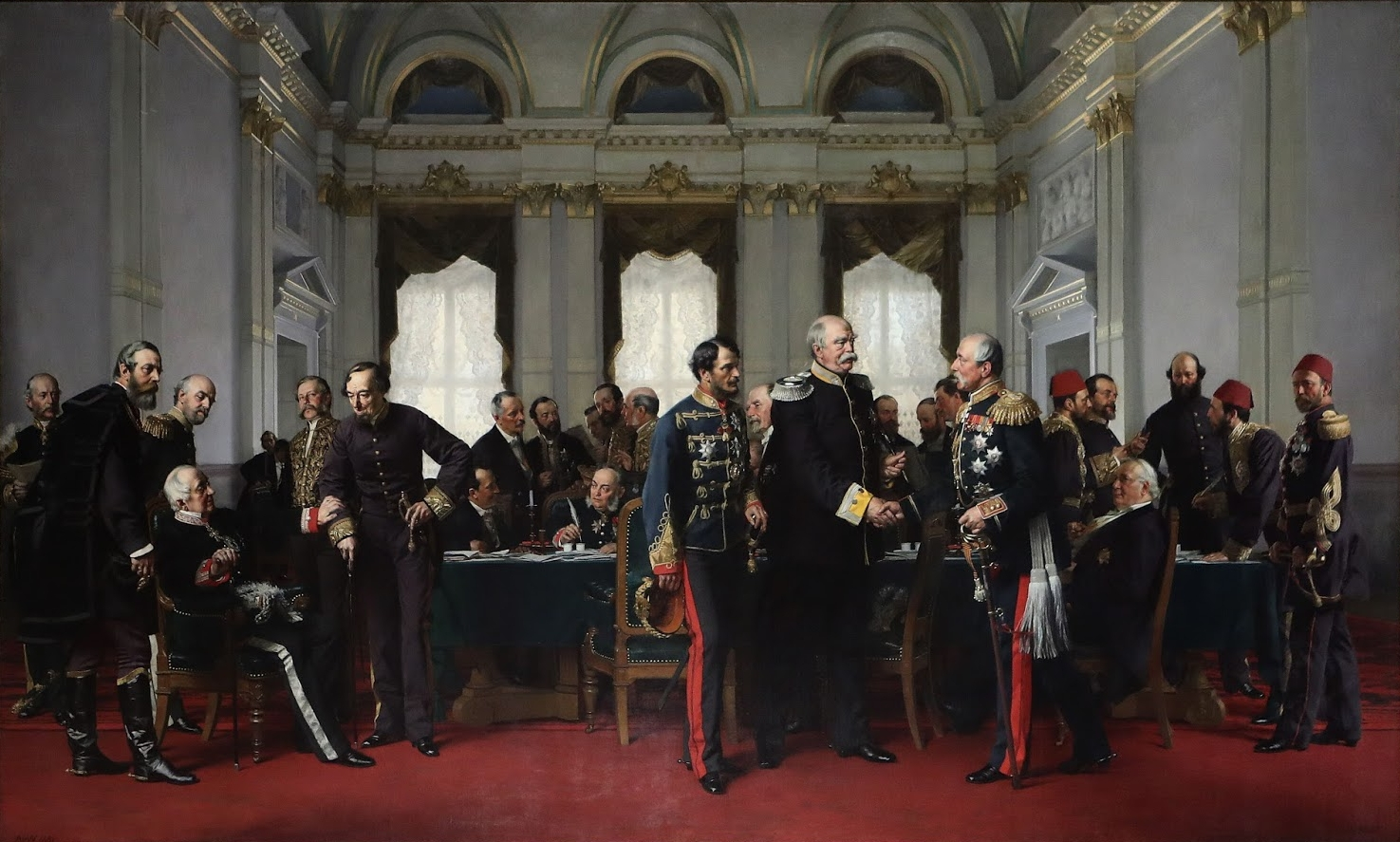
Il congresso di Berlino. Gli austriaci sono: Haymerle (primo da sinistra in fondo), Károlyi (secondo da sinistra) e Andrássy al centro in primo piano con la divisa azzurra.

Haymerle entrò in diplomazia nel 1850. Nel 1864, dopo la Seconda guerra dello Schleswig contro la Danimarca, fu inviato a Copenaghen per ristabilirvi le normali relazioni diplomatiche e nel 1869 fu ambasciatore ad Atene. Fra il 1872 e il 1876 fu inviato a L'Aia e nel febbraio 1877 fu nominato, secondo le sue aspirazioni, ambasciatore austriaco in Italia.
A Roma godette della buona predisposizione per l'Austria di Vittorio Emanuele II nei suoi ultimi anni di regno, ma non fu apprezzato dai più che lo ritenevano l'autore di un libro molto critico nei confronti dell'Italia, Italicae res, scritto invece dal fratello Alois.
Nel 1878 Haymerle fece parte della delegazione austriaca al congresso di Berlino, durante il quale si rivelò prezioso per la sua conoscenza del Medio Oriente.

## Ministro degli Esteri (1879-1881)
Dimessosi Gyula Andrássy da ministro degli Esteri nell'aprile 1879, l'imperatore Francesco Giuseppe gli chiese chi volesse come suo successore. Andrássy dapprima scelse il rappresentante austriaco a Londra Alajos Károlyi e, quando questi rifiutò, optò per l'altro inviato al congresso di Berlino, il barone Heinrich Haymerle, che accettò.
Il nuovo ministro degli Esteri decise di percorrere la strada del suo predecessore: consolidare l'amicizia della Germania, applicare le decisioni del Congresso di Berlino e tenere buoni rapporti con la Russia. Egli cercò di restare fuori dalla politica interna e, subito dopo la nomina, dichiarò di voler mantenere l'equilibrio nei Balcani e nel resto dell'Europa.

### I rapporti con l'Italia
La notizia dell'incarico a ministro degli Esteri colse Haymerle ambasciatore austriaco a Roma. Il 2 ottobre 1879 egli si recò dal nuove re d'Italia, Umberto I, con il duplice scopo di accomiatarsi come ambasciatore e porre le basi per il nuovo corso di rapporti italo-austriaci.
Diversamente da suo padre Vittorio Emanuele II, Umberto I rifiutò l'offerta di Haymerle di seguire una politica arrendevole, né acconsentì più alla consuetudine per cui il re d'Italia poteva corrispondere per lettera, scavalcando i suoi ministri, direttamente con il ministro degli esteri austriaco.
Ciononostante, quando al principio del 1881 l'Italia, dopo aver ricevuto una risposta evasiva dalla Germania, fece il tentativo di una proposta di alleanza con l'Austria, Haymerle rispose con una nota nella quale si disse disposto ad un trattato di neutralità. Un'intesa cioè secondo la quale se una delle due nazioni si fosse trovata impegnata in un conflitto, l'altra non le avrebbe dichiarato guerra. Ma Benedetto Cairoli, presidente del Consiglio e ministro degli Esteri italiano, per l'opposizione, sembra, di Agostino Depretis, non diede seguito alle trattative.
Nella nota di risposta, il 17 febbraio 1881 Haymerle, pur paventando l'annessione della Bosnia ed Erzegovina della quale l'Austria con il congresso di Berlino aveva ottenuto l'occupazione militare, informava Cairoli che Vienna non intendeva seguire una politica d'espansione in Oriente. Che l'Austria era pronta ad apprezzare i legittimi interessi dell'Italia come potenza marittima e che avrebbe accettato ogni accomodamento favorevole all'Italia sia per la questione tunisina, sia per l'eventuale acquisto della Libia ottomana. Haymerle comunicò anche che l'Austria-Ungheria aveva respinto la proposta russa di compensare la Grecia con l'isola turca di Candia, essendo l'idea del governo di Vienna quella che Candia passasse all'Italia. Haymerle concluse che sarebbe stato felice di «addivenire ad un accordo che garantisse l'imperturbata coltivazione d'una vera ed intima amicizia fra i due paesi».
Cairoli e Depretis come abbiamo visto esitarono e dopo l'occupazione francese della Tunisia del maggio 1881 la posizione dell'Italia, per il precipitare dei rapporti con la Francia, si indebolì facendo riaprire le trattative con l'Austria con presupposti ben peggiori.

### Il vassallaggio della Serbia

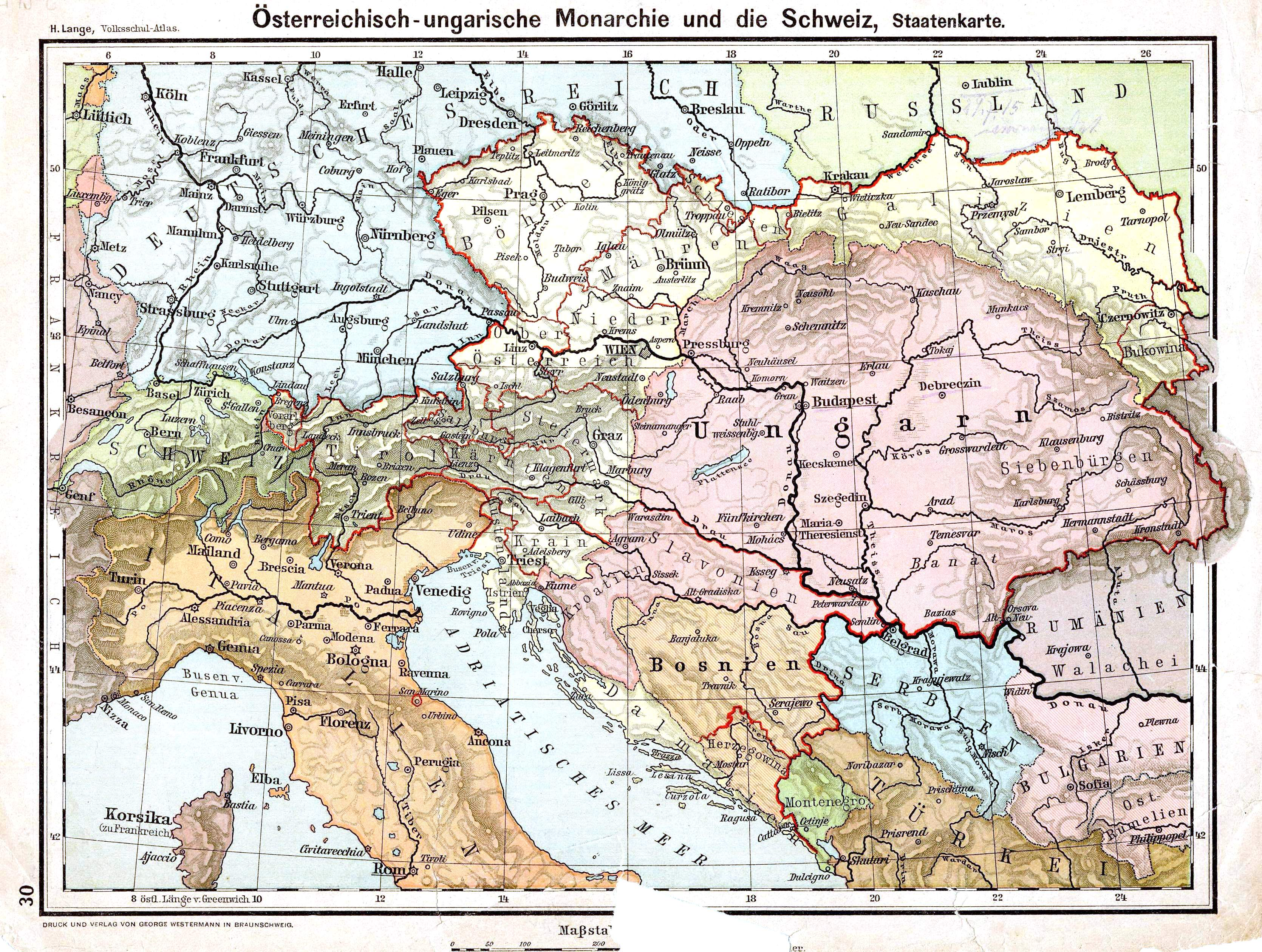
Una mappa austriaca di fine ottocento mostra l’Impero asburgico. In azzurro la Serbia (Serbien).

Nonostante la lettera d'intenti all'Italia sul mantenimento dello status quo nei Balcani, Haymerle si trovò ad attuare una politica nei confronti della Serbia che ridusse quest'ultima ad un Paese vassallo dell'Austria.
Dopo aver concesso al governo austriaco un contratto ferroviario nel 1880 che avrebbe (dopo otto anni) congiunto Vienna a Costantinopoli, la Serbia si trovò coinvolta in accese controversie commerciali con l'Austria. Haymerle infatti, contrariato dai migliori trattamenti doganali che il governo di Belgrado riservava ai prodotti inglesi, reclamò per le merci austriache le stesse condizioni, minacciando misure adeguate.

Il ministro degli Esteri serbo Jovan Ristić, per non cedere al ricatto, diede le dimissioni e nel maggio 1881 la Serbia ridusse le imposizioni sulle merci austriache.
Tale risultato fu ottenuto anche grazie alla simpatia per l'Austria del monarca serbo, il principe Milan Obrenović IV. Costui, per rispondere alla preferenza che la Russia aveva dimostrato per la Bulgaria e il Montenegro, chiese la protezione dell'Austria e Haymerle colse l'occasione.
Con il trattato segreto sottoscritto il 28 giugno 1881 i due Paesi si impegnarono a seguire una politica amichevole. La Serbia avrebbe contrastato le agitazioni politiche dirette contro l'Austria anche nei territori della Bosnia ed Erzegovina e del Sangiaccato di Novi Pazar che non erano direttamente sotto il suo controllo, e in cambio l'Austria avrebbe favorito la Serbia presso la comunità internazionale se il principe Milan avesse voluto assumere il titolo di Re.
 Particolarmente oneroso per Belgrado era l'articolo 4, che imponeva alla Serbia il divieto di concludere accordi politici con altri Paesi senza una preventiva intesa con l'Austria. Su questo punto il presidente del Consiglio serbo Milan Piroćanac minacciò le dimissioni ma Haymerle fu irremovibile.
Nel caso però in cui la Serbia fosse stata in grado di ottenere nuovi territori in direzione della sua frontiera meridionale, l'Austria si sarebbe adoperata presso le altre potenze per favorirla diplomaticamente. Più precisamente Haymerle si impegnò a influenzare gli ambienti internazionali qualora la Serbia avesse occupato i territori turchi del Kosovo e della Macedonia.
Con questo patto, che sottrasse la Serbia alla sfera d'influenza russa e che era affiancato dagli accordi commerciali e ferroviari che abbiamo visto, Haymerle si assicurò la supremazia austriaca nei Balcani occidentali.

### L'Alleanza dei tre imperatori
Dopo la Lega dei tre imperatori e aver ottenuto la Duplice alleanza, Bismarck promosse un'intesa che consolidasse definitivamente l'equilibrio in Europa ai danni della Francia. Si trattava di stipulare un'alleanza difensiva fra le tre potenze conservatrici d'Europa: Germania, Russia e Austria.
Haymerle, invece, desiderava un'alleanza con la Gran Bretagna. La sua prospettiva era infatti quella di una suddivisione del decadente Impero ottomano in sfere d'influenza: l'Austria avrebbe controllato i possedimenti turchi in Europa e la Gran Bretagna quelli in Asia, con grave danno per la Russia di cui il Ministro degli Esteri diffidava.
Haymerle inoltre nel febbraio 1880 riferì a Bismarck che considerava l'amicizia della Gran Bretagna anche come un deterrente contro l'Italia, la cui conformazione geografica la esponeva alla flotta inglese, e che il suo obiettivo era quello di bloccare la Russia con l'appoggio della Gran Bretagna, contando, per questo, su un'incisiva politica inglese.
Ma nell'aprile del 1880, con la vittoria di Gladstone, la Gran Bretagna abbandonò la politica estera attiva, facendo vacillare il progetto di Haymerle.
In un ultimo tentativo di recuperare terreno in Oriente, il Ministro degli Esteri austriaco nel settembre 1880 cercò di strappare a Bismarck l'ingresso della Romania nell'alleanza, in cambio avrebbe concesso l'apertura delle trattative con la Russia. Bismarck rifiutò e cercò di convincere Haymerle che scopo del trattato era di tenere a bada la Russia, che avrebbe potuto allearsi con l'Italia. Alla fine, nel marzo 1881, il ministro austriaco cedette e il 18 giugno dello stesso anno fu stipulata l'Alleanza dei tre imperatori.
Durante le trattative Haymerle riuscì a riservare all'Austria il diritto di annettersi la Bosnia ed Erzegovina (che già occupava militarmente) ma non il Sangiaccato di Novi Pazar (fra la Serbia e il Montenegro) poiché la Russia non glielo permise.
Una volta conclusa l'alleanza Haymerle continuò a chiedere garanzie nei confronti della Russia che Bismarck non gli volle concedere. Il Ministro degli Esteri austriaco ottenne invece teoriche garanzie dalla Germania nei confronti dell'Italia, dalle quali scaturì la Triplice alleanza (1882).
Haymerle morì, improvvisamente, il 10 ottobre 1881 a neppure 53 anni. Gli successe Gustav Kálnoky.